# Gottardo-Wanderweg
Der Gottardo-Wanderweg – italienisch: Ferrovia del Gottardo – ist ein aus zwei Teilstücken bestehender Informations-Wanderweg entlang der Bergstrecke der Gotthardbahn in der Schweiz.

## Teilstücke
- Nordseite von Altdorf bis Schöllenenschlucht im Kanton Uri (31,7 Kilometer bis Göschenen)
- Südseite von Airolo bis Giornico im Kanton Tessin (31,3 Kilometer)

Die beiden Teilstücke sind durch den Gotthard-Eisenbahntunnel verbunden.
Im Urner Reusstal und der Leventina erlebt man zu Fuss die bahntechnischen Errungenschaften der Gotthard-Bergstrecke. Der Gottardo-Wanderweg bietet imposante Eindrücke in wildromantischer Umgebung und vermittelt mit über 50 Informationstafeln und den Aussichtsplattformen viel Wissenswertes und Verblüffendes zur bedeutendsten Bahnlinie der Schweiz. Unterhalten wird der Weg vom Verein Gottardo-Wanderweg in Altdorf.